# Roberto de Jumièges
Roberto de Jumièges (as vezes descrito como Roberto Chambert ou Roberto Champart; morto entre 1052 e 1055) foi o primeiro arcebispo normando de Cantuária. Já havia servido como prior da abadia de St Ouen em Ruão, na Normandia, antes de se tornar abade de Jumièges, perto de Ruão, em 1037. Era um bom amigo e conselheiro do rei da Inglaterra, Eduardo, o Confessor, que o nomeou bispo de Londres, em 1044, e então arcebispo em 1051. Seu tempo como arcebispo durou apenas cerca de 18 meses. Tinha entrado em conflito com o poderoso conde Goduíno de Wessex, e enquanto arcebispo fez tentativas de recuperar terras perdidas por Goduíno e sua família. Também se recusou em consagrar Spearhafoc, a escolha de Eduardo para sucede-lo como Bispo de Londres. A rivalidade entre Roberto e Goduíno culminou com sua deposição e exílio em 1052.
Um cronista medieval normando afirmou que Roberto viajou para a Normandia em 1051 ou 1052 e disse ao duque Guilherme II, futuro Guilherme, o Conquistador, que Eduardo desejava que ele se tornasse seu herdeiro. O momento exato da viagem de Roberto, e se ele realmente a fez, têm sido objeto de debate entre os historiadores. O arcebispo morreu no exílio em Jumièges em algum momento entre 1052 e 1055. Roberto encomendou trabalhos de construção significativos em Jumièges e provavelmente estava envolvido no primeiro edifício românico da Inglaterra, a igreja construída em Westminster por Eduardo, o Confessor, hoje conhecida como abadia de Westminster. O tratamento de Roberto pelos ingleses foi usada por Guilherme, o Conquistador como uma das justificativas para a invasão da Inglaterra.

## Contexto e vida na Normandia
Roberto era prior do mosteiro de St Ouen em Ruão antes de se tornar abade da importante abadia de Jumièges em 1037. Jumièges tinha sido refundada sob Guilherme I, Espada Longa, duque de Normandia, em torno de 940. Seus laços com a família ducal eram próximos e ele desempenhou um papel na reforma do governo e da igreja ducal. Seu sobrenome alternativo "Champart" ou "Chabert" é provavelmente derivado de champart, um termo para a parte de uma colheita paga como aluguel a um senhorio. Além das evidências de que o abade anterior de Jumièges era um parente, sua origem e seus antecedentes familiares são de outra maneira desconhecidos. Enquanto abade, começou a construção da igreja da abadia, no novo estilo românico.
Tornou-se amigo de Eduardo, o Confessor, um pretendente ao trono inglês, enquanto Eduardo estava vivendo no exílio na Normandia, provavelmente na década de 1030. O pretendente era um filho de Etelredo, o Despreparado, rei da Inglaterra, que tinha sido substituído por Canuto, o Grande em 1016. Canuto posteriormente se casou com a viúva do rei inglês, Ema da Normandia, a mãe de Eduardo, e teve um filho com ela, Hardacanuto. Para sua própria segurança, Eduardo e seu irmão Alfredo foram enviados para os parentes de Ema da Normandia. Após a morte de Canuto em 1035, Haroldo Pé de Lebre, seu filho mais velho com sua primeira esposa, subiu ao trono inglês. Após a morte de Haroldo em 1040, Hardacanuto sucedeu-lhe por um curto tempo, mas como nem Haroldo e nem Hardacanuto deixaram descendência, o trono foi oferecido a Eduardo após a morte de Hardacanuto em 1042. Há algumas evidências de que Eduardo passou alguma parte de seu tempo no exílio em torno de Jumièges, já que depois de se tornar rei, ele deu presentes à abadia.

## Bispo e arcebispo

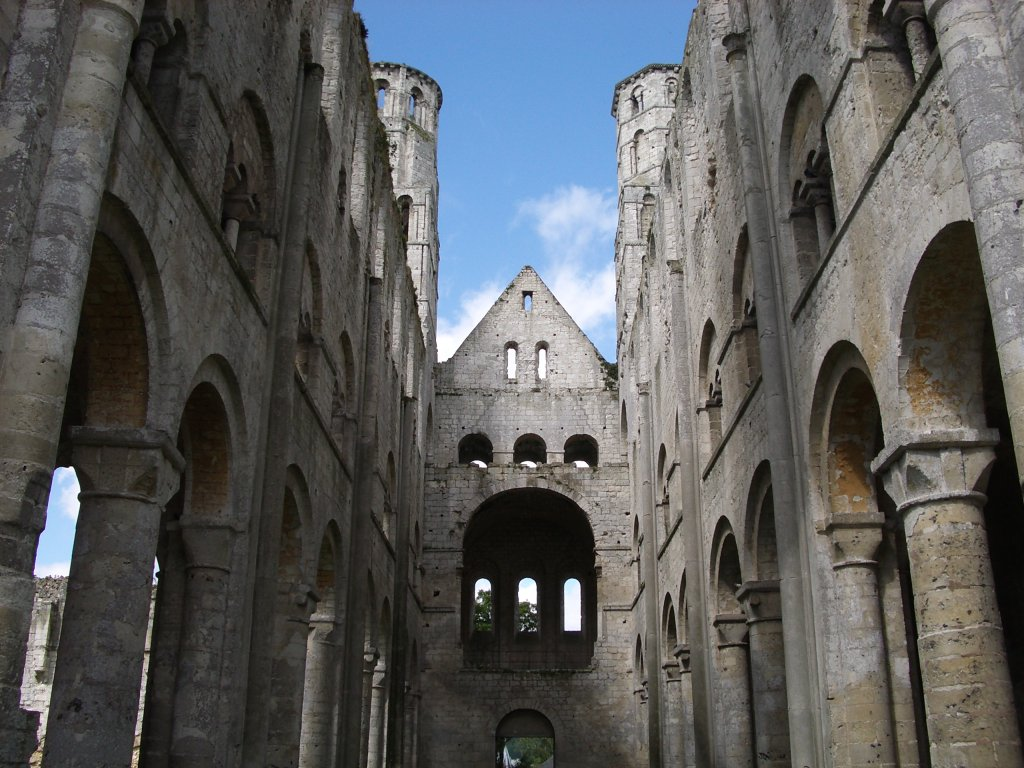
Vista das ruínas interiores de Jumièges, olhando para o oeste ao longo da nave

Roberto acompanhou Eduardo, o Confessor em seu regresso à Inglaterra em 1042 para se tornar rei após a morte de Hardacanuto. Foi devido o rei que, em agosto de 1044, foi nomeado bispo de Londres, uma das primeiras vagas episcopais que ocorreram em seu reinado. Roberto permaneceu perto do rei e foi o líder do partido contrário a Goduíno, conde de Wessex. Goduíno, por sua vez, estava tendo expandir a influência de sua família, que já havia adquirido muitas terras. Sua filha era a rainha de Eduardo, e dois de seus filhos foram elevados a condes. A Vida do Rei Eduardo (Vita Ædwardi Regis), uma obra hagiográfica sobre a vida do rei inglês, afirmou que o bispo de Londres "sempre foi o mais poderoso conselheiro confidencial do rei". Roberto parece ter favorecido relações mais estreitas com a Normandia, e seu duque. O próprio Eduardo tinha crescido no ducado, e lá passou 25 anos no exílio antes de seu retorno à Inglaterra. Trouxe muitos normandos com sigo para o país, e parece ter passado muito tempo em sua companhia.
Quando o arcebispo Edge de Cantuária morreu em outubro de 1050, o cargo ficou vago por cinco meses. O capítulo da catedral elegeu Æthelric, um parente de Goduíno e um monge em Cantuária, mas foram anulados quando Eduardo nomeou Roberto arcebispo da Cantuária no ano seguinte. Goduíno estava tentando exercer o seu poder de patronagem sobre o arcebispado, mas a nomeação do rei sinalizou que ele estava disposto a contestar com o conde sobre os direitos reais tradicionais em Cantuária. Embora os monges de Cantuária tenham se oposto, a nomeação do rei foi mantida. Roberto foi a Roma para receber o pálio e voltou para a Inglaterra, onde foi cerimonialmente entronizado em Cantuária em 29 de junho de 1051. Alguns cronistas normandos afirmam que ele visitou a Normandia nesta viagem e informou o duque Guilherme, o futuro Guilherme, o Conquistador, que ele era o herdeiro do rei sem filhos Eduardo. De acordo com esses cronistas, a decisão de fazer Guilherme o herdeiro tinha sido decidida no mesmo conselho real quaresmal em 1051 que declarou Roberto arcebispo.
Depois de voltar de Roma, recusou-se a consagrar Spearhafoc, o Abade de Abingdon e ourives do rei, como seu sucessor para o bispado de Londres, alegando que o Papa Leão IX havia proibido a consagração. Quase certamente o fundamento foi simonia, a compra de ofício eclesiástico, como Leão tinha recentemente emitido proclamações contra a prática. Ao recusar consagrar Spearhafoc, Roberto pode ter seguindo seus próprios interesses contra os desejos de tanto o rei como Goduíno, como ele tinha o seu próprio candidato, um normando, em mente. No final, o candidato favorito de Roberto, Guilherme, o Normando, foi consagrado em vez de Spearhafoc. O arcebispo também descobriu que algumas terras pertencentes a Cantuária tinham caído nas mãos de Goduíno, mas seus esforços para recuperá-las através das cortes de condado foram infrutíferas. Cantuária tinha perdido o controle de algumas receitas do condado de Kent para Goduíno durante o mandato de Edsige como arcebispo, que ele tentou em vão recuperar. Estas disputas sobre as propriedades e receitas do arcebispado contribuíram para o atrito entre Roberto e Goduíno, que começou com sua eleição. A eleição de Roberto interrompeu poderes clientelistas de Goduíno na Cantuária, e agora os esforços de Roberto para recuperar as terras que o Conde de Wessex tinha apreendido de Cantuária desafiavam os direitos econômicos do conde. Eventos vieram à tona em um concílio realizado em Gloucester, em setembro de 1051, quando Roberto acusou o conde de conspirar para matar o rei Eduardo. Goduíno e sua família foram exilados; depois Roberto afirmou o escritório do xerife de Kent, provavelmente, com a força de Eadsige, seu antecessor como Arcebispo, tendo ocupado o cargo.
Embora Roberto recusou-se a consagrar Spearhafoc, há pouca evidência de que estava interessado no movimento crescente de reforma da Igreja a ser promulgada pelo papado. O papa Leão IX estava começando um movimento reformista mais tarde conhecido como reforma gregoriana, inicialmente focado em melhorar o clero e proibir a simonia. Em 1049 Leão IX declarou que iria dar mais interesse aos assuntos da igreja inglesa e iria investigar candidatos episcopais de forma mais rigorosa antes de confirmar-los. Pode ter sido, em parte, para apaziguar Leão que Eduardo nomeou Roberto em vez de Æthelric, esperando sinalizar ao papado que a coroa inglesa não era totalmente oposta ao movimento de reforma em crescimento. Foi neste contexto que Roberto recusou-se a consagrar Spearhafoc, embora não haja nenhuma outra evidência de que o arcebispo de Cantuária abraçou a posição da reforma, e sua afirmação de que o papa proibiu a consagração pode ter tido mais a ver com encontrar uma desculpa fácil do que qualquer desejo verdadeiro para a reforma. Há também alguns indícios de que Spearhafoc era aliado de Goduíno, e sua nomeação foi concebida como uma contrapartida para a não-nomeação de Æthelric. Se for verdade, a recusa de Roberto em consagrar Spearhafoc teria contribuído para o crescente racha entre o arcebispo e o conde.

## Conselheiro real

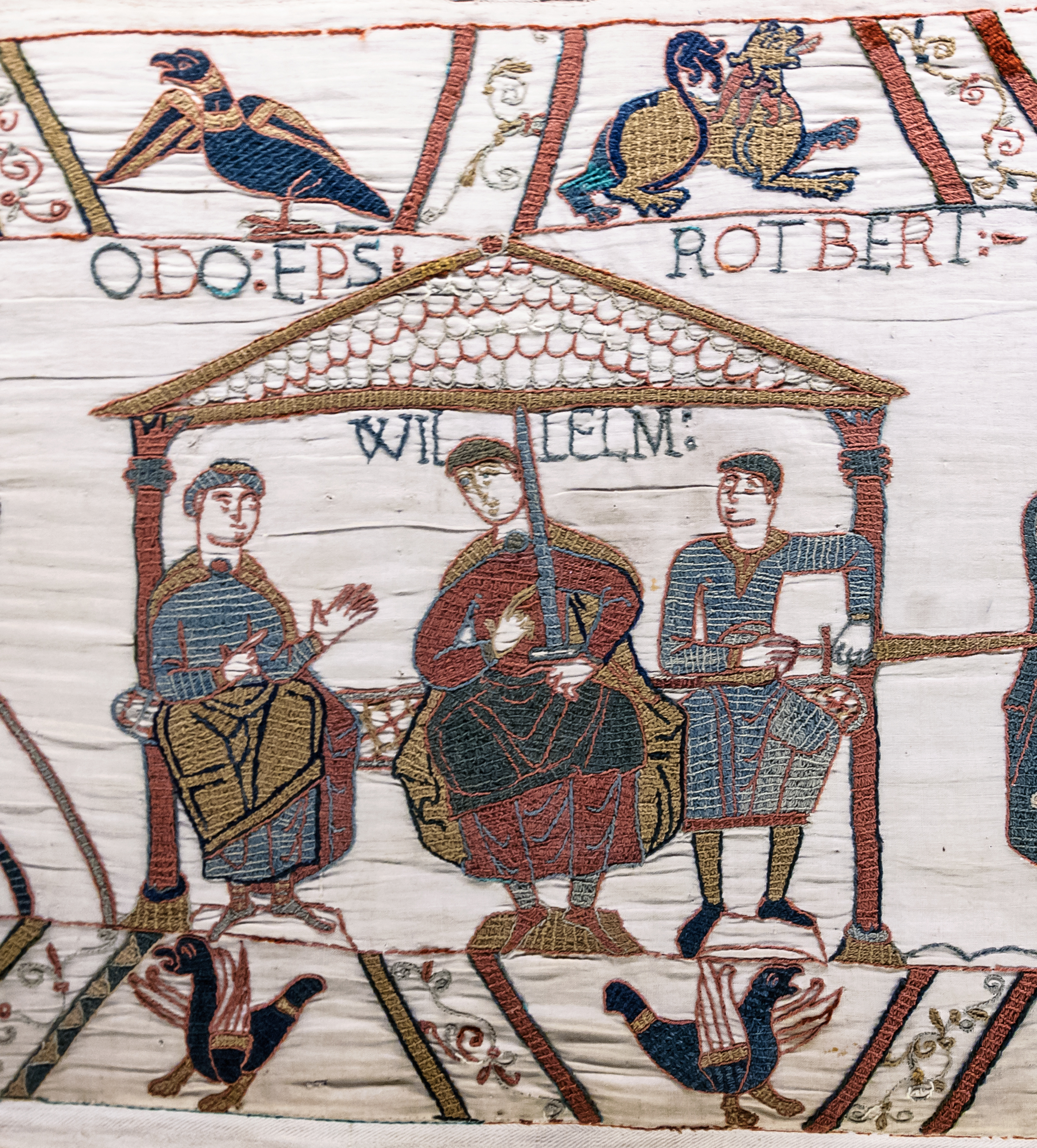
Imagem de Guilherme, o Conquistador, da tapeçaria de Bayeux.

A Vida de Santo Eduardo afirma que, enquanto Goduíno estava no exílio, o arcebispo da Cantuária tentou persuadir o rei inglês a se divorciar de Edite, filha do conde de Wessex, mas este se recusou e, em vez ela foi mandada para um convento. No entanto, Vida é uma hagiografia, escrita logo após sua morte para mostrar Eduardo como um santo. Assim, salienta que Eduardo voluntariamente permaneceu celibatário, algo pouco provável que tenha sido verdade e não corroborado por qualquer outra fonte. Os historiadores modernos acreditam que o mais provável é que Eduardo, por insistência de Roberto, quis divorciar-se de Edite e casar de novo, a fim de ter filhos para sucedê-lo no trono inglês, embora seja possível que ele apenas queria se livrar dela, sem necessariamente querer um divórcio.
Durante o exílio de Goduíno, Roberto se diz ter sido enviado pelo rei em uma missão para o duque Guilherme da Normandia. A razão para a embaixada é incerta. Guilherme de Jumièges disse que Roberto foi contar ao duque normando que Eduardo o desejava como  seu herdeiro. O escritor medieval Guilherme de Poitiers dá a mesma razão, mas também acrescenta que Roberto levou consigo como reféns o filho de Goduíno, Wulfnoth, e o neto, Hakon (filho de Sweyn). A Crônica Anglo-Saxônica é omissa sobre a visita, assim, é incerto se Roberto visitou a Normandia ou não, ou por que ele o fez. Toda a história das várias missões que o arcebispo da Cantuária supostamente teria feito é confusa e complicada por alegações de propaganda feitas por cronistas normandos após a conquista da Inglaterra, em 1066, deixando incerto se Roberto visitou a Normandia em seu caminho para receber o pálio ou depois que Goduíno estava no exílio, ou se ele foi duas vezes ou nenhuma.

## Banimento, morte e legado
Depois que Goduíno deixou a Inglaterra, foi para o Flandres, e reuniu uma frota e mercenários para forçar o rei a permitir o seu regresso. No verão de 1052, voltou para a Inglaterra e foi recebido por seus filhos, que haviam invadido da Irlanda. Em setembro, estavam avançando em Londres, onde as negociações entre o rei e o conde foram realizadas com a ajuda de Estigando, o Bispo de Winchester. Quando se tornou evidente que o conde estava voltando, Roberto rapidamente deixou a Inglaterra com o Bispo Ulf de Dorchester e o Bispo Guilherme de Londres, provavelmente, mais uma vez levando Wulfnoth e Hakon com ele como reféns, fosse com ou sem a permissão do rei Eduardo. Roberto foi declarado um fora da lei e derrubado no seu arcebispado em 14 de setembro de 1052 em um conselho real, principalmente porque o conde de Wessex sentiu que ele, juntamente com uma série de outros normandos, tinha sido a força motriz por trás de seu exílio. Roberto viajou a Roma para reclamar ao papa sobre seu próprio exílio, onde Leão IX e papas sucessivos condenaram Estigando, a quem Eduardo tinha constituído para Cantuária. A propriedade pessoal de Roberto foi dividido entre o conde Goduíno, Haroldo Godwinson, e a rainha, que havia retornado à corte.
Roberto morreu em Jumièges, mas a data de sua morte é incerta. Várias datas são apresentadas, com Ian Walker, o biógrafo de Haroldo defendendo dadas entre 1053 e 1055, mas H. E. J. Cowdrey, que escreveu a entrada Oxford Dictionary of National Biography de Roberto, cita 26 de maio de 1052 ou 1055. H. R. Loyn, outro historiador moderno, argumenta que é provável que ele morreu em 1053.
O tratamento de Roberto foi usado por Guilherme, o Conquistador como uma das justificativas para a invasão da Inglaterra, a outra sendo que Eduardo tinha nomeado Guilherme seu herdeiro. Ian Walker, autor da mais recente biografia acadêmica de Haroldo Godwinson, sugere que foi Roberto, enquanto no exílio após o retorno de Goduíno, que testemunhou que o rei Eduardo havia nomeado o duque normando para ser o seu herdeiro. No entanto, este ponto de vista é contrariado por David Douglas, um historiador e biógrafo de Guilherme, o Conquistador, que acredita que Roberto apenas retransmitiu a decisão de Eduardo, provavelmente enquanto estava a caminho de Roma para receber o pálio. Vários cronistas medievais, incluindo o autor da Vida de Santo Eduardo, sentiram que a culpa pelo conflito de Eduardo e Goduíno entre 1051 e 1052 era diretamente de Roberto; historiadores modernos tendem a vê-lo como um homem ambicioso, com pouca habilidade política.

## Mecenato
Em contraste notável ao seu sucessor Estigando, Roberto não figura entre os importantes benfeitores das igrejas inglesas, mas sabe-se de algumas transferências para Jumièges de importantes tesouros da igreja inglesa, a primeira parte do que viria a tornar-se uma inundação de tesouros levados para Normandia depois da Conquista. Estes incluíram a relíquia da cabeça de São Valentim recentemente dada aos monges da Catedral de Winchester por Ema da Normandia. Embora a cabeça de Winchester permaneceu no local, outra apareceu em Jumièges; ele "deve ter clandestinamente removido a cabeça, ou pelo menos a maior parte dela, e deixou seus monges para venerar a capsa vazia ou quase vazia". Dois dos quatro manuscritos iluminados mais importantes sobreviventes da era anglo-saxônica tardia estavam da mesma forma, provavelmente, impedindo a sua destruição, em uma série de incêndios que devastaram as principais bibliotecas inglesas. Um deles é o chamado Missal of Robert of Jumièges, atualmente, um sacramentário com treze miniaturas sobreviventes de página inteira, que tem uma inscrição aparentemente manuscrita pelo próprio recordando sua doação a Jumièges quando ele era bispo de Londres, e o outro o chamado Benedictional of Archbishop Robert, atualmente, um pontifício, com três miniaturas restantes de página inteira e outra decoração (respectivamente Ruão, Bibliothèque Municipale, Manuscritos Y.6 e Y.7). Este último pode muito bem ter sido encomendado por Æthelgar, seu predecessor como Arcebispo entre 988 e 990, embora seja possível que o "Arcebispo Roberto" do nome tradicional seja o irmão de Ema, Roberto, Arcebispo de Ruão entre 990 e 1037. Estas obras-primas do estilo Winchester foram os manuscritos anglo-saxões mais elaboradamente decorados conhecidos por terem alcançado a Normandia, antes ou depois da Conquista, e influenciaram o estilo local muito menos desenvolvido, embora este se manteve em grande parte, restritos aos iniciais.
Antes de vir à Inglaterra, tinha começado a construção de uma nova igreja da abadia de Jumièges, no novo estilo românico que foi, em seguida, tornando-se popular, e introduziu à Normandia a fachada ocidental de duas torres da Renânia. Após seu retorno à Normandia continuou a construir, e a igreja da abadia não foi concluída até 1067. Embora o coro foi demolido, as torres, nave e transeptos tem sobrevivido. Roberto provavelmente influenciou Eduardo, o Confessor na reconstrução da igreja da Abadia de Westminster, o edifício primeiramente concebido em estilo românico, na Inglaterra, que assim foi descrito por Guilherme de Malmesbury. O trabalho de Eduardo começou por volta de 1050 e foi concluído pouco antes de sua morte, em 1065. O nome gravado de um dos pedreiros seniores, "Teinfrith, o Construtor de Igreja", indica origem estrangeira, e Roberto pode ter arranjado pedreiros normandas para serem trazidos, embora outros nomes sejam ingleses. É possível que Westminster influenciou o edifício em Jumièges, como sua arcada se assemelha a arcada de Westminster, ambos em um estilo que nunca se tornou comum na Normandia. O estilo românico precoce de ambos era para ser substituído após a conquista pelo estilo Alto Românico Anglo-Normando pioneiro na Catedral de Cantuária e St. Etienne, Caen por Lanfranco.